# Опсада Беча (1529)
Опсада Беча или Прва битка код Беча догодила се између 27. септембра и 15. октобра 1529, када је османлијска војска, предвођена султаном Сулејманом Величанственим, продрла најзападније у средњу Европу. Османлијска војска бројала је око 120.000 војника.
Међу свим претходним биткама између хришћанских и муслиманских војски, ова опсада је наговестила крај напредовања претходно незаустављивих турских снага, које су ипак и након тога наставиле освајања делова Мађарске под контролом Аустрије.
Ова битка се у османлијским војним изворима назива „Прва битка код Беча“, јер се догодила и „Друга битка код Беча“ 1683. године.
Пре опсаде Беча, Османлије су напале Будимпешту, коју није бранио велики број војника. Упркос обећању војницима да их неће побити, ако се предају, Османлије су поступиле супротно. Вест о том догађају је стигла до Беча, где је одлучено да предаја не долази у обзир. Османлијска војска је бројала око 800 лађа на Дунаву и око 20.000 дева, које су преносиле опрему. Дошло је и око 12.000 припадника елитних јединица јањичара. Браниоци Беча су поделили град на више сектора и тако децентрализовали одбрану. На челу је био Немац Никлас гроф Салм, који се истакао у бици код Павије. Седиште одбране је било смештено у катедрали св. Стефана. Ојачани су одбрамбени зид око града и улаз у град.
Османлије су до Беча дошле уморне од дугог пута и лошег времена. Покушале су да уговоре предају, али им је та понуда одбијена. Артиљеријом су напале одбрамбене зидове без већих успеха. Копале су подземне тунеле испод градских зидина. Браниоци су то открили, па су вођене борбе у којима су подељени уз велике губитке. Почеле су да падају јаке кише. Османлије су имале недостатак хране и воде, разбољевале су се, а део војске је дезертирао. Јањичари су тражили да се одлучи шта даље. Дана 12. октобра 1529. г., Османлије су се одлучиле на коначни завршни ударац, који је био неуспешан по њих. Следећих дана је пао снег, што је додатно погоршало ионако лоше стање у османлијској војсци, те су прекинуле опсаду Беча и повукле се у Угарску. Вођа одбране града Никола гроф Салм, који је тада имао 71 годину, рањен је у последњој бици, и преминуо је од последица рањавања у пролеће следеће године. Османлије нису доживеле потпуни пораз, јер су ослабиле Аустрију, која након ове битке није имала довољно средстава да припреми противнапад на Турке, па су учврстили свој положај у Угарској.